# Nicholas Metropolis
Nicholas Constantine Metropolis, grško-ameriški matematik, fizik in računalnikar, * 11. junij 1915, Chicago, Illinois, ZDA, † 17. oktober 1999, Los Alamos, Nova Mehika, ZDA.

## Življenje in delo
Metropolis je diplomiral iz eksperimentalne fizike leta 1937 na Univerzi v Chicagu, kjer je leta 1941 tudi doktoriral prav tako iz eksperimentalne fizike. Kmalu po promoviranju ga je Oppenheimer iz Chicaga, kjer je sodeloval s Fermijem in Tellerjem pri izdelavi prvega jedrskega reaktorja, pridobil za člana Narodnega laboratorija Los Alamos. Metropolis je prispel v Los Alamos aprila 1943 kot član izvirnega osebja petdesetih znanstvenikov.
Po 2. svetovni vojni se je kot docent vrnil na fakulteto Univerze v Chicagu. Leta 1948 se je vrnil v Los Alamos in bil vodja skupine Teoretičnega oddelka, ki je skonstruirala in zgradila računalnika MANIAC I (1952) in MANIAC II (1957). Ime MANIAC je izbral v upanju, da bi se prenehalo s takšnimi zaletavimi akronimi za imena strojev, vendar je namesto tega še bolj vzpodbudil takšna poimenovanja. Izbiro tega akronima mu je menda predlagal von Neumann. 
Med letoma 1957 in 1965 je bil Metropolis profesor fizike na Univerzi v Chicagu, kjer je tudi ustanovil in vodil Inštitut za računalniške raziskave. Tu so leta 1961 tudi zgradili tretjo različico računalnika druge generacije MANIAC III, ki ga je načrtoval Metropolis. Leta 1965 se je vrnil v Los Alamos, kjer je leta 1980 postal starejši član Laboratorija.
Metropolis je prispeval več izvirnih zamisli na matematična, fizikalna in kasneje na računalniška področja. Verjetno najbolj znan je po prispevkih k metodam Monte Carlo. Metoda Monte Carlo je epistemološka uporaba zakonov statistike in verjetnosti. Leta 1953 je bil soavtor prvega članka o tehnikah, ki so bile osrednjega pomena za metodo, znano kot simulirano kaljenje (angleško simulated annealing, SA). Razvil je tudi algoritem (Metropolisov algoritem ali Metropolis-Hastingsov algoritem) za generiranje vzorcev iz Boltzmannove porazdelitve, ki ga je kasneje posplošil W. Keith Hastings. Metropolis je bil član skupine, ki je prišla na misel za ime metode Monte Carlo glede na relativno ljubezen enega od sodelavcev do kazinojev v Monte Carlu. Metode Monte Carlo so razred računalniških algoritmov, ki računajo s ponavljajočim naključnim vzorčenjem. Pred vpeljavo Metropolisovega algoritma so morale metode v uporabah statistične mehanike generirati veliko število naključnih konfiguracij sistema, izračunati značilnosti koristi (npr. energije ali gostote) za vsako konfiguracijo, ter nato izračunati obteženo srednjo vrednost, kjer je utež vsake konfiguracije Boltzmannov faktor:
{\displaystyle e^{-\beta E_{i}}=e^{-{\frac {E_{i}}{k_{B}\,T}}}\!\,,}
kjer je {\displaystyle E_{i}} energija stanja i, {\displaystyle T} temperatura, {\displaystyle k_{B}} Boltzmannova konstanta, {\displaystyle \beta =1/(k_{B}T)} pa inverzna temperatura. Ključni doprinos v Metropolisovem članku je bila zamisel, da »se namesto naključne izbire konfiguracij in nato obteževanja z {\displaystyle \exp(-\beta E)} izbere konfiguracije z verjetnostmi {\displaystyle \exp(-\beta E)}, ki se se jih enakomerno obteži.«
Metropolis je bil navdušen smučar in tenisač vse do sredine svojih sedemdesetih.

## Priznanja
Metropolis je bil član Ameriške akademije umetnosti in znanosti, Društva za industrijsko in uporabno matematiko in Ameriškega matematičnega društva. Leta 1987 je postal prvi losalamoški uslužbenec, ki je prejel naziv profesorja emeritusa Univerze Kalifornije. Bil je član Ameriškega fizikalnega društva.

### Nagrade
Prejel je Medaljo Pioneer Inštituta inženirjev elektrotehnike in elektronike.

### Poimenovanja
Ameriško fizikalno društvo od leta 1999 njemu v čast podeljuje Nagrado Nicholasa Metropolisa za izjemne doktorske dizertacije v računalniški fiziki.